# La viuda negra (telenovela)
La viuda negra es una telenovela producida por RTI Televisión Televisa y Caracol Televisión. Es una adaptación del libro «La patrona de Pablo Escobar», de José Guarnizo, basada en la historia de la narcotraficante colombiana Griselda Blanco, más conocida como La reina de la coca. Está protagonizada por Ana Serradilla como el personaje titular.
Se estrenó oficialmente su primera temporada el 23 de febrero de 2014 en Univision concluyó su segunda temporada el 22 de mayo de 2016.

## Sinopsis

### Primera temporada
La historia de Griselda Blanco, una mujer que cuando era adolescente fue violada por su padrastro. Griselda decide irse de casa porque su madre no creía que su padrastro la maltratara. Griselda se une a una banda de criminales para sobrevivir sola en el mundo. Griselda se enamora de "Eyebrows", el primer hombre que la traicionó y así nació "La viuda negra", a una mujer que asesinó a sus tres maridos por haberla traicionado. ¡Era la mujer a la que se le ocurrió el negocio de la cocaína! Por eso era conocida como la reina de la cocaína. La narcotraficante más poderosa de su tiempo.

### Segunda temporada
Griselda tiene una segunda oportunidad de vivir, pero para salvar a su hijo, que está condenado a morir en la silla eléctrica, Griselda acepta trabajar con el gobierno estadounidense y ayudar a acabar con un cartel de drogas peligroso, cuyo líder es José Joaquín Guerra, alias "El Diablo".
Griselda se siente perdida y desolada en el amor, hasta que conoce a su ángel de la guarda, Ángel Escudero. Esta vez, la viuda tendrá que elegir entre volver para usar la corona como "Reina de la Cocaína" o asegurar el futuro de su nueva familia.

## Reparto
- Ana Serradilla - Griselda Blanco
- María José Vargas - Griselda Blanco (niña)
- Eileen Moreno - Griselda Blanco (joven)
- Raul Méndez - José Joaquín Guerra (El Diablo)
- Luis Roberto Guzmán - Ángel Escudero
- María Fernanda Yepes - Venus
- Julián Román - Richi
- Martín Karpan - Ferguson
- Ramiro Meneses - Sugar
- César Mora - "Pelón"
- Juan Pablo Gamboa - Norm Jones
- Angeline Moncayo - Daga
- Lucho Velasco - Antonio Robayo
- Margarita Reyes - Celia
- Julián Farietta -  Michael Corleone Blanco
- Yessy García - "Silvio"
- Viviana Serna - Karla Otálvaro
- Francisco Bolívar - García
- Alejandro López - Rincón
- Jenni Osorio - Juliana
- Emilia Ceballos - Katty
- Katherine Porto - Susana
- Tiaré Scanda - Ana Blanco
- Santiago Gómez - Federico Restrepo
- Mauricio Mejía - Pablo Escobar
- Carlos De Hoyos- Pablo Escobar (joven)
- Antonio Jiménez - Tyler
- Jonathan Forsgren -  JFK Jr.
- María Alejandra Restrepo - Leslee
- Federico Rivera - José
- Camilo Wilson - Cejas
- Adelaida Buscató - Nicole
- Luis Fernando Montoya - Enzo Victoria
- Norma Nivia - Elvira, la Alemana
- Carlos Felipe Sánchez - Richi (joven)
- Ana Soler - Señora Restrepo
- Rodolfo Silva - Coronel Ronderos
- Fernando Solórzano - Guaguancó
- Raúl Torres - JFK's personal de seguridad
- Ilja Rosendahl - State Attorney
- Eric S. Robertson - Escoltas de Kennedy
- Julio Correal - Otalvaro
- Leonardo Acosta - Agente Richardson
- Juan Carlos Solarte - Agente Fox
- Alex Gil - Killer
- Santiago Reyes - Killer (joven)
- Juan Carlos Messier - Restrepo
- Nelson Camayo - Naranja
- Alejandro Guitierrez
- Luis Eduardo Motoa - Presidente de Colombia
- Néstor Alfonso Rojas
- Gustavo Ángel - Eddie Montoya
- Alberto Palacio - Coronel Bolivar
- Mauricio Cujar - "El Flaco"
- Víctor Rodríguez - Morales
- Lucas Velásquez - Eduardo Farfán
- Marilyn Patiño - Jimena
- Sebastián Eslava - Robert Jones
- Claudio Cataño - Robert Jones (2.ª temporada)
- Carlos Ever Fonseca

## Episodios
| Temporada | Temporada | Episodios | Episodios | Originalmente transmitido | Originalmente transmitido |
| Temporada | Temporada | Episodios | Episodios | Primera Emisión           | Última Emisión            |
| --------- | --------- | --------- | --------- | ------------------------- | ------------------------- |
|           | 1         | 81        | 81        | 23 de febrero de 2014     | 8 de junio de 2014        |
|           | 2         | 58        | 58        | 28 de febrero de 2016     | 22 de mayo de 2016        |

## Premios y nominaciones

### Premios TvyNovelas Colombia
| Año  | Categoría                        | Nominado        | Resultado |
| ---- | -------------------------------- | --------------- | --------- |
| 2015 | Mejor actor protagónico de serie | Julián Román    | Nominado  |
| 2015 | Mejor actriz de reparto de serie | Katherine Porto | Nominada  |
| 2015 | Mejor actor de reparto de serie  | Ramiro Meneses  | Nominado  |

### Premios Talento Caracol
| Año  | Categoría                | Nominado                                              | Resultado |
| ---- | ------------------------ | ----------------------------------------------------- | --------- |
| 2014 | Mejor serie o telenovela | Mejor serie o telenovela                              | Ganadora  |
| 2014 | Mejor actor protagónico  | Julián Román                                          | Nominado  |
| 2014 | Mejor actriz protagónica | Ana Serradilla                                        | Ganadora  |
| 2014 | Mejor actor de reparto   | Juan Pablo Gamboa                                     | Nominado  |
| 2014 | Mejor actor de reparto   | Ramiro Meneses                                        | Nominado  |
| 2014 | Mejor actor revelación   | Julián Farietta                                       | Nominado  |
| 2014 | Mejor actriz antagónica  | Katherine Porto                                       | Nominada  |
| 2014 | Mejor Beso               | Ana Serradilla y Juan Pablo Gamboa (Griselda y Jones) | Nominados |